# Marco Cattaneo (Radsportler, 1957)
Marco Cattaneo (* 28. Oktober 1957 in Rovellasca) ist ein ehemaliger italienischer Radrennfahrer und nationaler Meister im Radsport.

## Sportliche Laufbahn
Cattaneo war Bahnradsportler und im Straßenradsport aktiv. Er war Teilnehmer der Olympischen Sommerspiele 1980 in Moskau. Im olympischen Straßenrennen kam er auf den 14. Rang. 
1978 gewann er das Eintagesrennen Mailand–Tortona. 1979 holte er zwei Etappensiege im Giro Ciclistico d’Italia. 1980 siegte er im Eintagesrennen um den Gran Premio della Liberazione vor Silvestro Milani. Im Bahnradsport gewann er 1977 die nationale Meisterschaft in der Einerverfolgung der Amateure vor Dino Porrini.
1981 wurde er Berufsfahrer im Radsportteam Famcucine-Campagnolo und blieb bis 1982 als Radprofi aktiv.